# 布恩縣 (愛阿華州)
布恩县（英語：Boone County）是美國愛阿華州中部的一個縣。面積1,485平方公里。根據美國2000年人口普查，共有人口26,224人。縣治布恩（Boone）。
成立於1847年，縣政府成立於1849年。本縣紀念開發今日肯塔基州的丹尼爾·布恩（Daniel Boone）及其子納堂（Nathan）。